# Zülowkanal

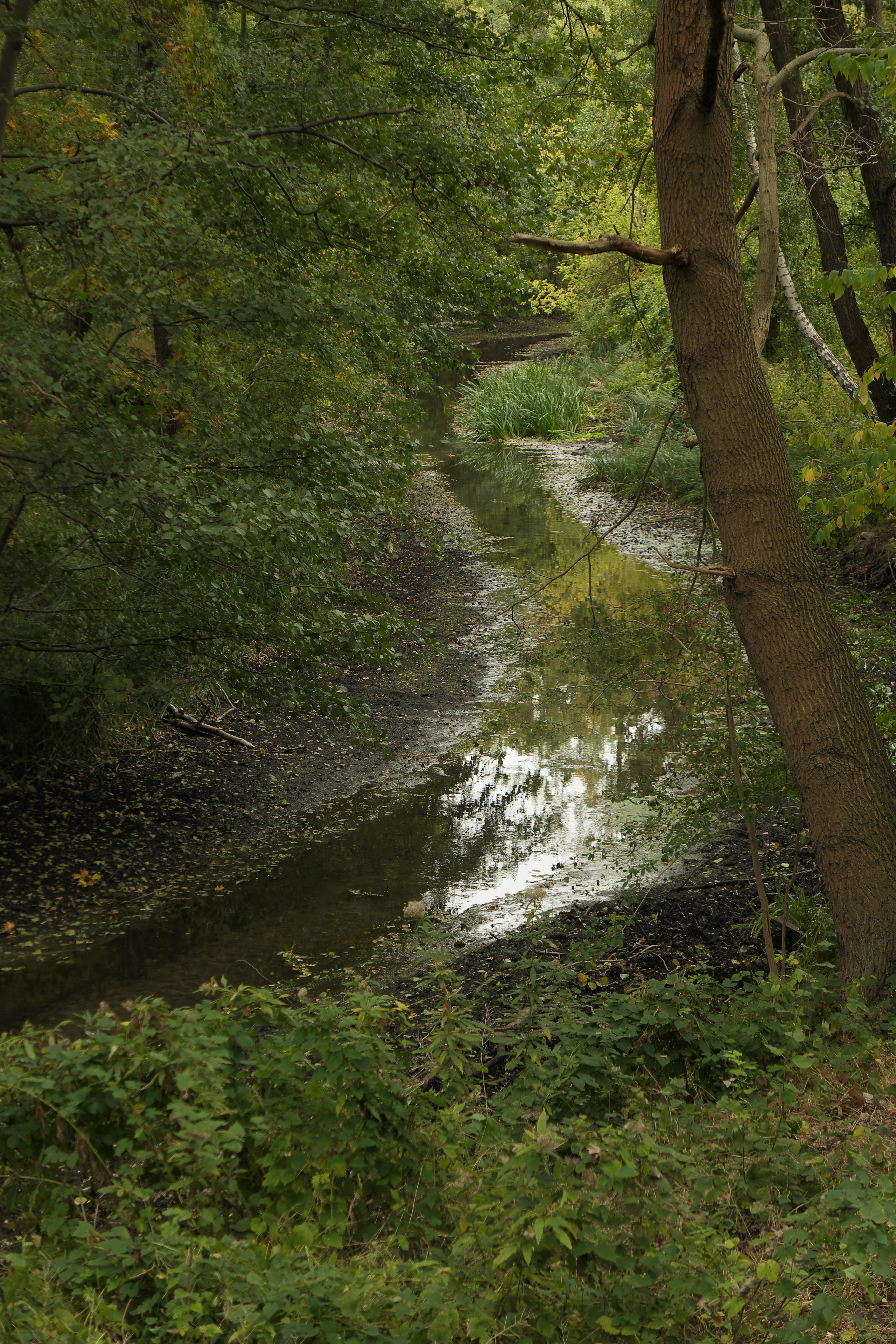
Der Zülowkanal zwischen der Bucht Krumme Lanke und südlichem Berliner Ring im Naturschutzgebiet Rangsdorfer See

Der Zülowkanal ist ein linker Zufluss der Notte in den Landkreisen Teltow-Fläming und Dahme-Spreewald im Bundesland Brandenburg (Deutschland). Er entwässert auf einer Länge von 11,7 km den Rangsdorfer See zur Dahme hin. Sein Einzugsgebiet umfasst eine Fläche von 123 km².
Der Zülowkanal wurde 1856/1857 erbaut um die angrenzenden Sumpfwiesen zu entwässern. Bauherr war Karl Magnus von Zülow, Besitzer des Gutes Dahlewitz und Namensgeber des Gewässers. Mit Inbetriebnahme am 25. April 1857 wurde der Spiegel des Rangsdorfer Sees um 65 Zentimeter abgesenkt. In den 1970er Jahren folgte eine weitere Vertiefung, die auch das Sohlengefälle verstärkte. Seitdem hat er eine mittlere Breite von vier Metern und ist 50 bis 80 Zentimeter tief. Auch der zwei Kilometer lange Kanalabzweig westlich von Mittenwalde, der den Hauptteil der Wassermenge schon an der Schleuse Mittenwalde in die Notte führt, entstand in diesen Jahren. Rechnet man die Kanallänge über diesen „neuen“ Abschnitt, ist der Zülowkanal nur 9,3 Kilometer lang. Das Gewässer war nie schiffbar. Der Zülowkanal bildet heute den Vorfluter für die Niederung zwischen Rangsdorf, Dabendorf und Mittenwalde. Im Verlauf befinden sich vier Wehre, dazu noch eins in dem Abkürzungskanal.
Bis 1990 war die Wasserqualität durch eingeleitete Abwässer des angrenzenden Klärwerks Rangsdorf sehr schlecht und besserte sich erst mit Inbetriebnahme von Kläranlagen. Das Wasser des als Fischzuchtgewässer genutzten Rangsdorfer Sees sorgt jedoch weiter für hohen Nährstoffgehalt auf der Strecke. Der Zülowkanal ist ein beliebtes Angelgewässer mit einem Bestand von Weißfischen, Flussbarschen, Hechten und Aalen.
Die Wiesen zwischen Mittenwalde und Telz waren bis in die 1980er Jahre eines der Brandenburgischen Einstandsgebiete der Großtrappe. Die weite, offene Landschaft bot den Vögeln optimale Lebensbedingungen. Lebten vor dem Zweiten Weltkrieg noch etwa 190 Trappen in den Wiesen, ging ihr Bestand mit der Intensivierung der Landwirtschaft auf 36 Vögel (1970) zurück. 1995 lebten nur noch zwei Hähne und drei Hennen in den Kanalwiesen. Die zunehmende Verbauung der Landschaft im Rahmen des „Aufschwungs Ost“ ließ den Bestand endgültig zusammenbrechen. Im Jahr 2018 lebten hier keine Trappen mehr, ihr Schutzgebiet wurde aufgehoben.
Das Naturschutzgebiet Zülowgrabenniederung liegt weiter nördlich in den Wiesen zwischen Rangsdorf und Klein Kienitz und hat mit dem Kanal nichts zu tun.